# Émile Vandenbergh
Pour les articles homonymes, voir Vandenberg.
Émile Vandenbergh, né à Lille en 1827 et mort en 1909, est un architecte français.

## Biographie

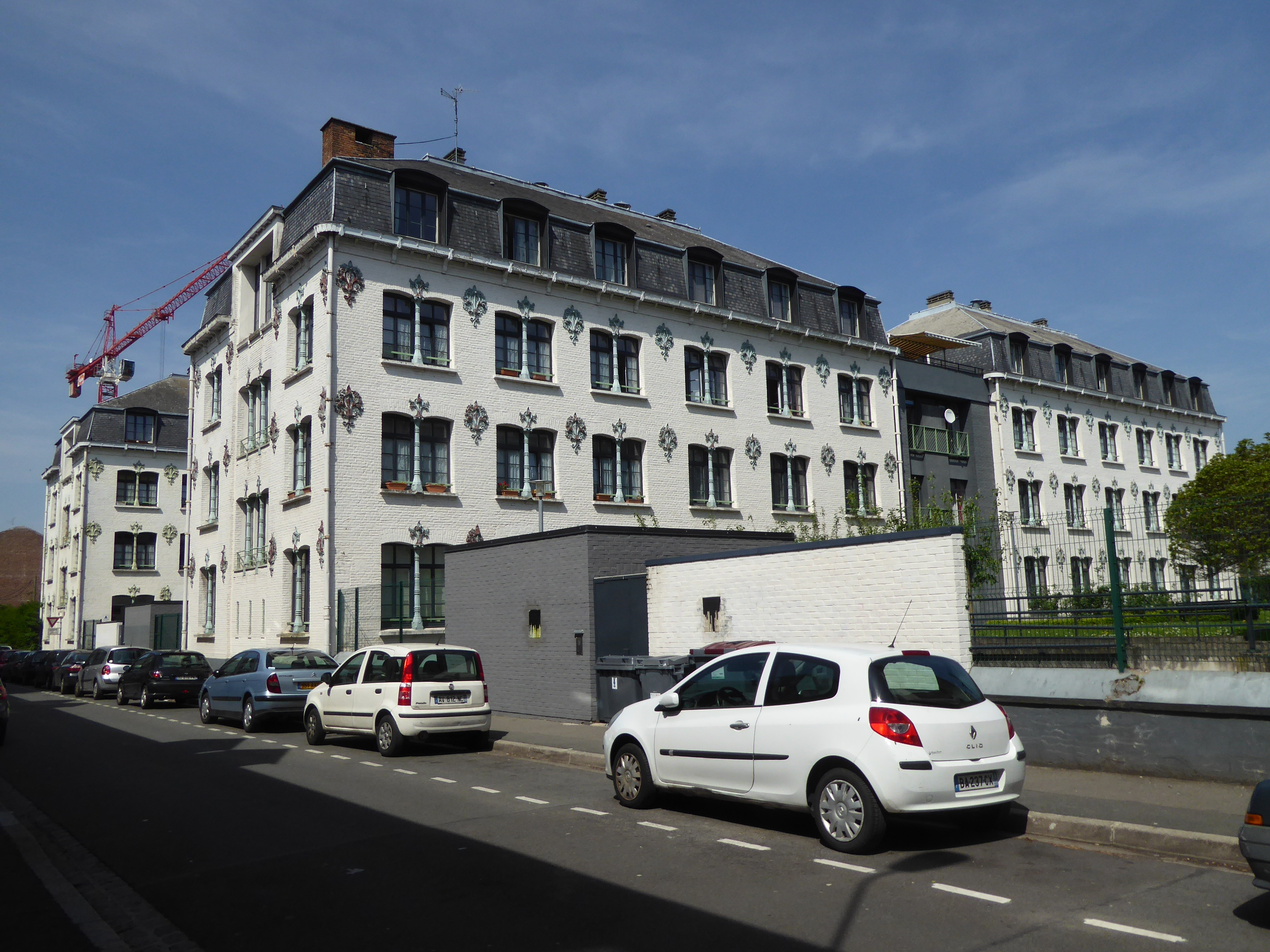
La Cité philanthropique vue de la rue des Meuniers à Lille.

Ancien élève d'Henri Labrouste à l'École des beaux-arts de Paris, Émile Vandenbergh commence sa carrière d’architecte à Lille. Son cabinet y est sis au 46, boulevard de la Liberté. Il travaille essentiellement pour la bourgeoisie industrielle de la région pour laquelle il construit des usines, des hôtels particuliers et des cités ouvrières. Architecte du bureau de bienfaisance, il participe à la commission des logements insalubres.
Il assure le cours d'architecture à l'école des beaux-arts de Lille.
À partir de 1895, il conçoit avec son élève Léonce Hainez la rue des Lilas, ouverte en 1897, dans le quartier Saint-Maurice Pellevoisin.
Il est membre fondateur de la Société des architectes du Nord en 1868, initiative impulsée par Auguste Mourcou et lui-même.
Il est inhumé au cimetière de l'Est à Lille.

## Réalisations notables
- 1860 : cité philanthropique , 32-38, rue Gantois, Lille[3].
- 1869 : couvent des Dames de Saint-Maur (maison de retraite), La Madeleine et Marcq-en-Barœul[4].
- 1881 : magasin Auguste Mahieu, rue de la Gare, Armentières[5].
- 1886 : hôtel Castiaux, 7, rue Desmazières, Lille[6].
- Vers 1889 : hôtel Delbecque[7], 106, boulevard de la Liberté[8].
- 1891 : hôtel Neut, 5, rue Desmazières, Lille[9].
- 1896 : hôtel Nicomède, 138-140, boulevard de la Liberté, Lille[10].
- 1896 : Institution Sainte-Claire, 6-8, rue des Augustins, Lille[11].
- 1897 : rue des Lilas, Lille[12].
- Hôtel de la famille Maxton, 210, boulevard La Fayette, Calais.

## Galerie

Réalisations d'Émile Vandenbergh
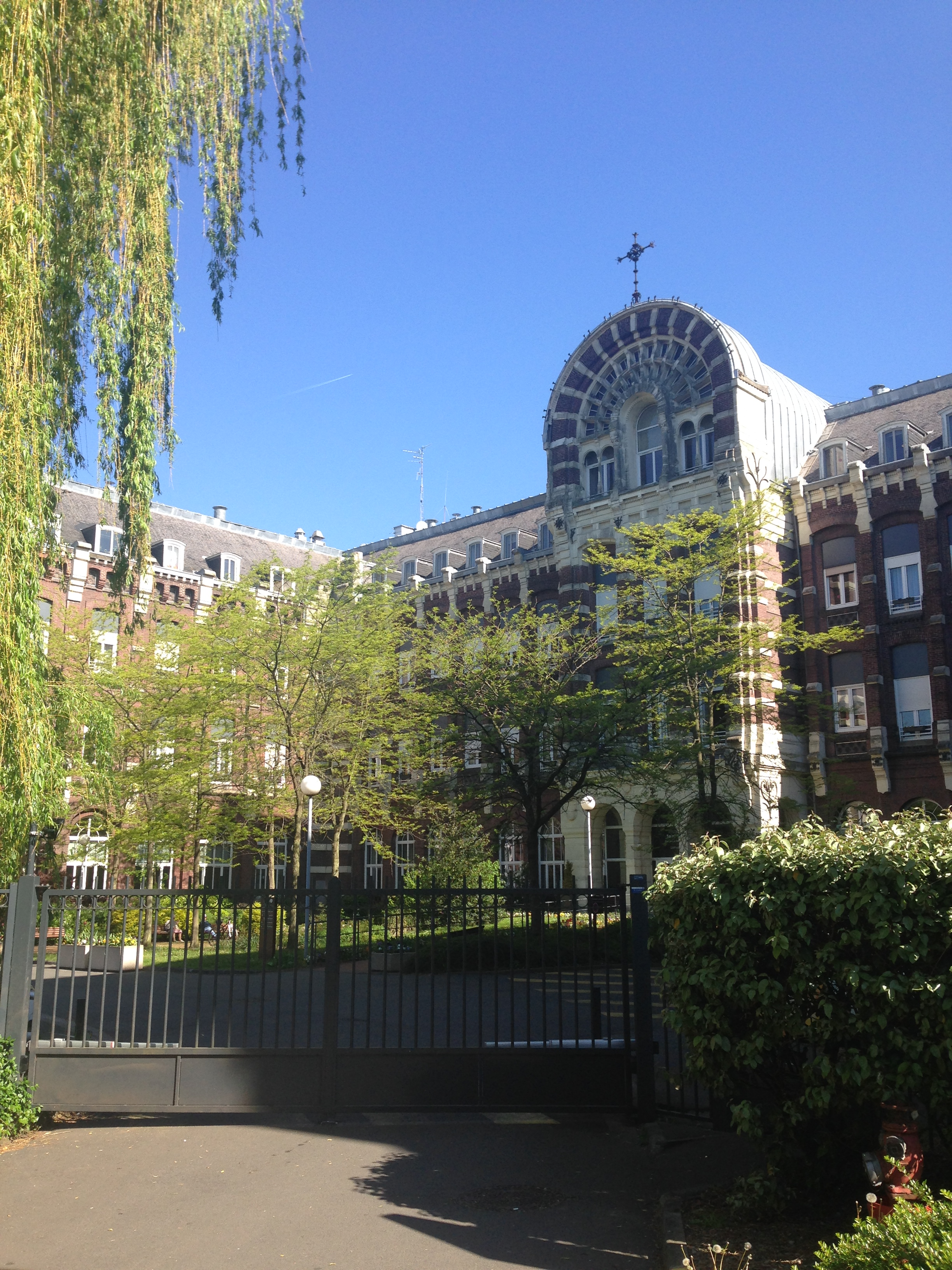
Couvent des Dames de Saint-Maur, La Madeleine et Marcq-en-Barœul.
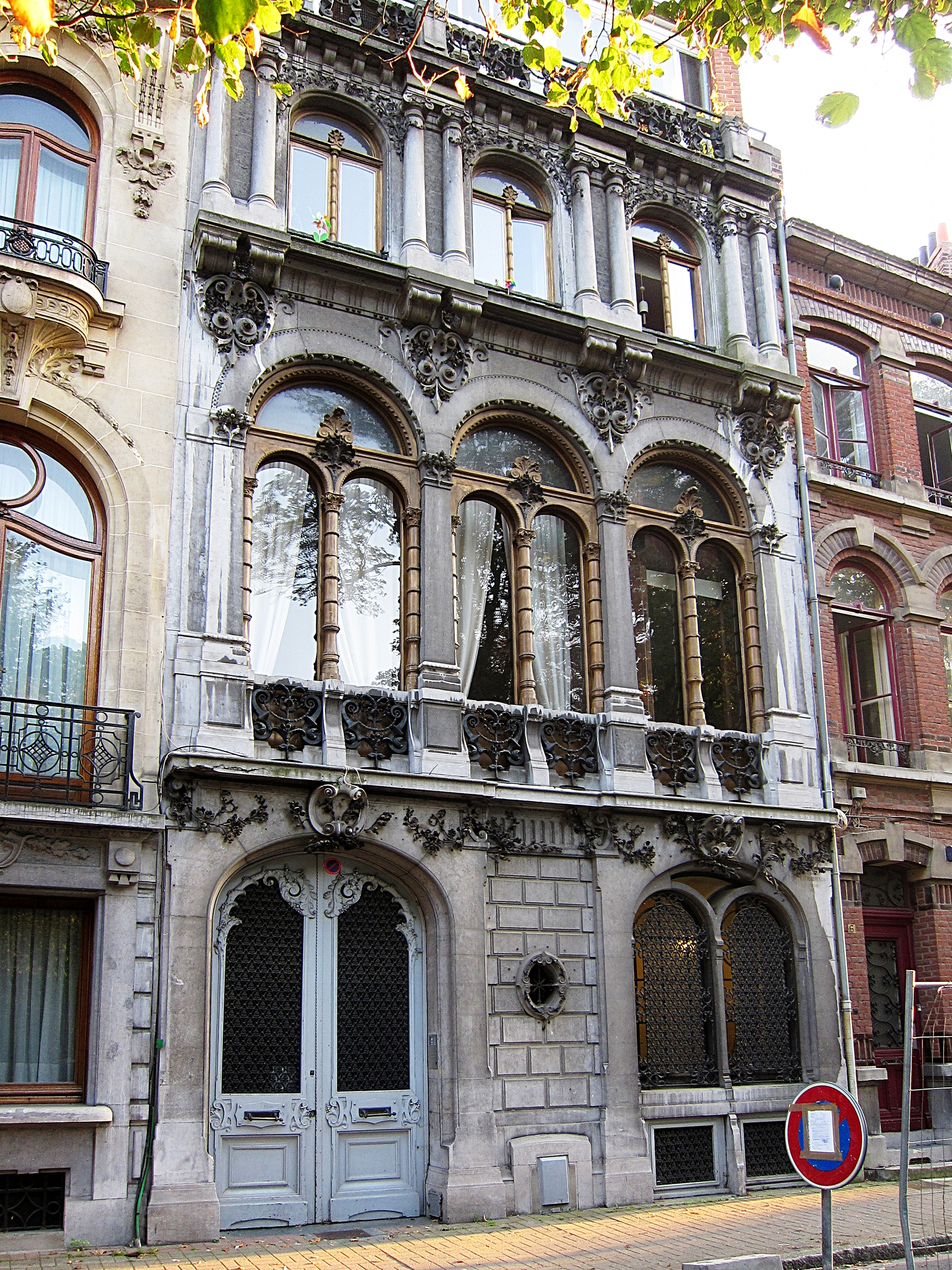
Hôtel Castiaux, Lille.
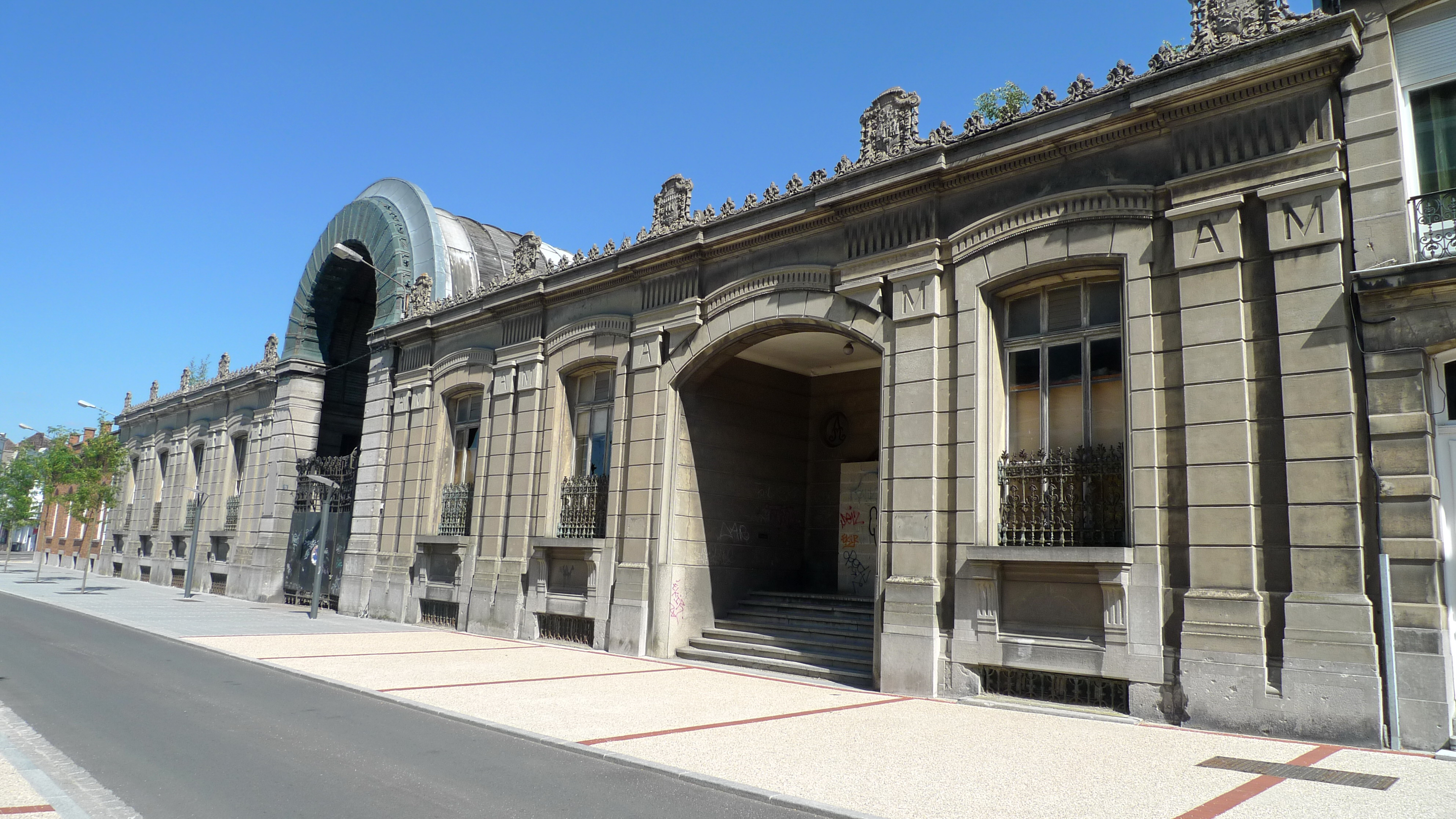
Magasin Mahieu, Armentières.
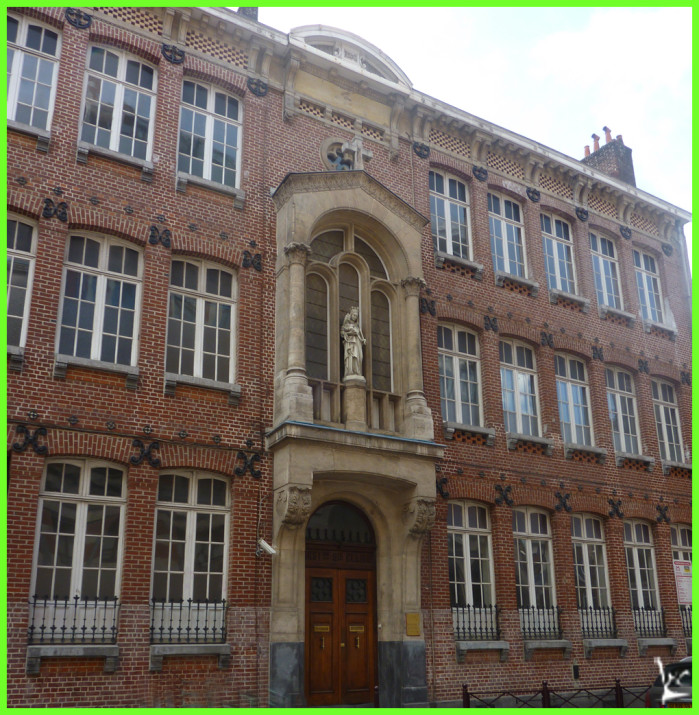
Collège Sainte-Claire, Lille.
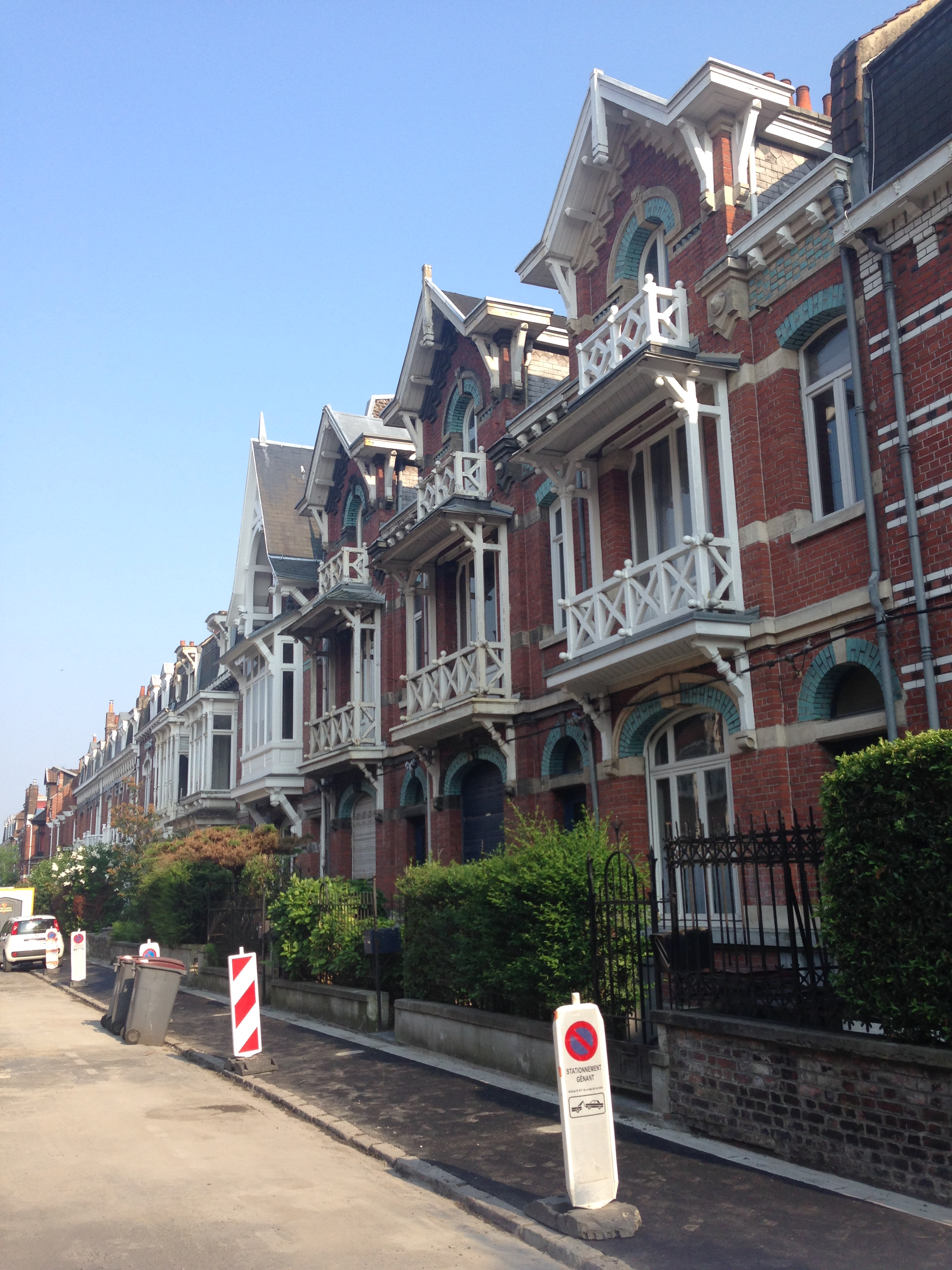
Rue des Lilas, Lille.
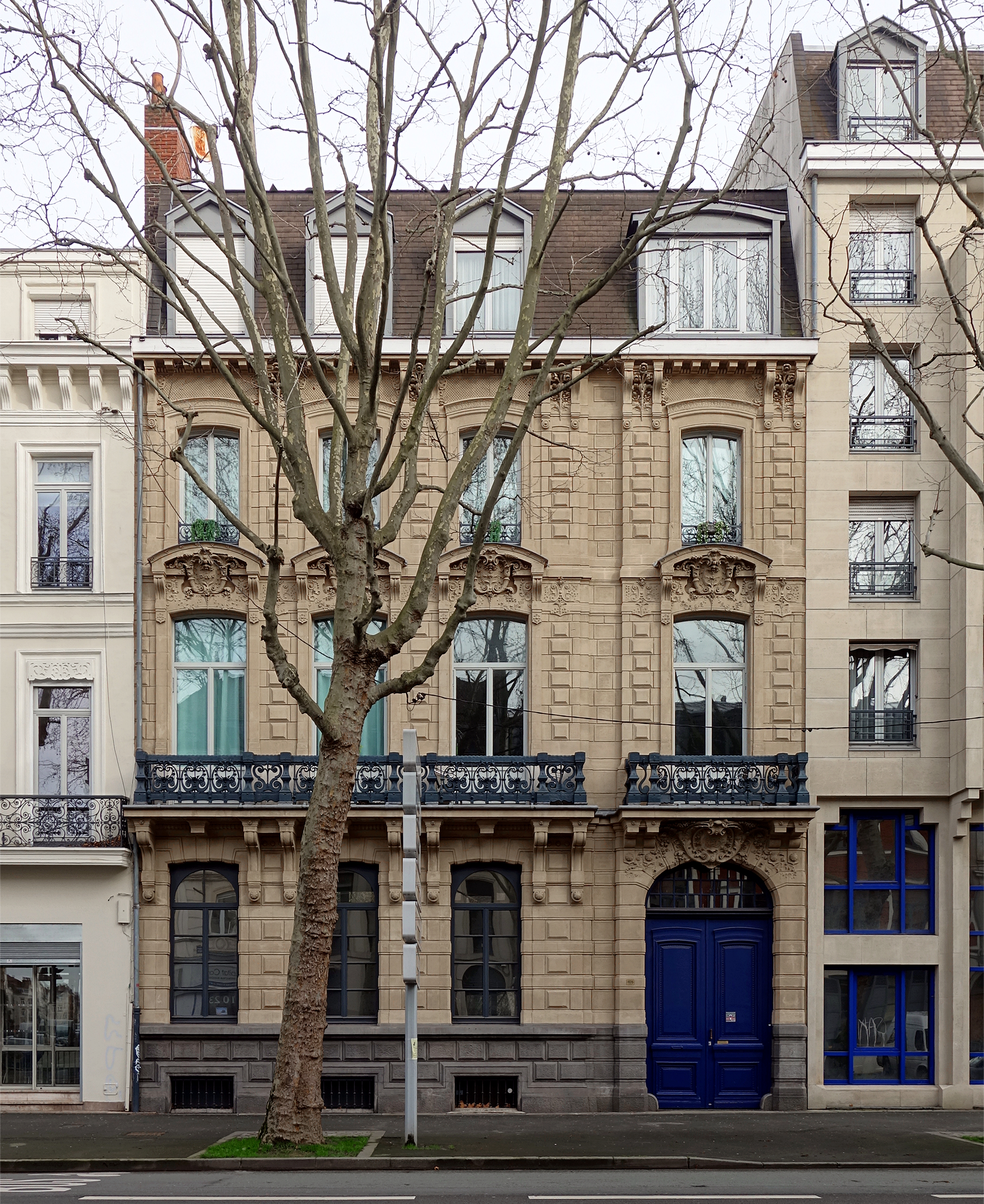
Hôtel Delbecque, Lille

## Publications
- Émile Vandenbergh, Principes fondamentaux de l'architecture, L. Danel.
- Émile Vandenbergh, Métaux, L. Danel, 1905.